# Tozalmoro
Tozalmoro es una localidad española del municipio de Arancón, perteneciente a la provincia de Soria, en la comunidad autónoma de Castilla y León.

## Geografía
Forma parte de la comarca de Soria y del partido judicial de Soria. La localidad está ubicada en el centro de la provincia de Soria, al este de la capital y al sur de la sierra del Almuerzo, entre la sierra de Santa Ana, al oeste y la sierra de la Pica al este.
Se encuentra situada al sur de la carretera nacional N-122 de Soria a Tarazona, entre Fuensaúco y Aldealpozo. Punto de partida de la carretera local SO-P-2014 que conduce a este pueblo. Camino a Fuentetecha.

## Historia

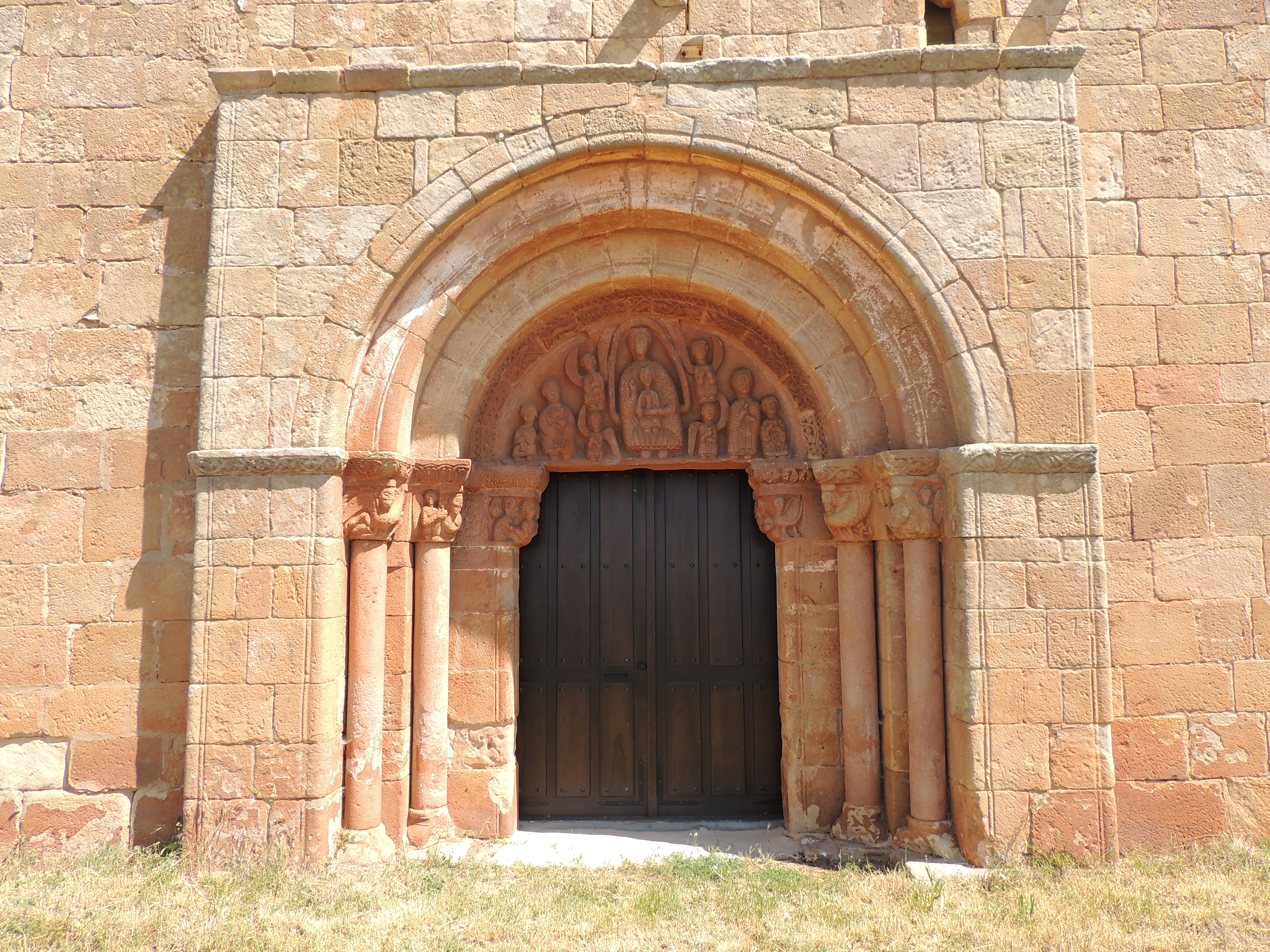
Portada de la iglesia

La palabra tozal significa "pequeña elevación de terreno"; y la palabra moro se aplicaba ya en las mitologías prerromanas de la Península, sin tener el nombre relación con los mahometanos.
El Censo de Pecheros de 1528, en el que no se contaban eclesiásticos, hidalgos y nobles, registraba la existencia de 34 pecheros, es decir unidades familiares que pagaban impuestos. En el documento original figura como Toçalmoro, formando parte del sexmo de Arciel.
A la caída del Antiguo Régimen la localidad se constituyó en municipio constitucional en la región de Castilla la Vieja, partido de Soria que en el censo de 1842 contaba con 12 hogares y  49 vecinos. A mediados del siglo XIX, el lugar tenía contabilizadas 20 casas. Aparece descrito en el decimoquinto volumen del Diccionario geográfico-estadístico-histórico de España y sus posesiones de Ultramar de Pascual Madoz de la siguiente manera:

TOZALMORO: l. con ayunt. en la prov. y part. jud. de Soria (3 leg.), aud. terr. y c. g. de Búrgos, dióc. de Osma (3): sit. en un barranco, y combatido no obstante de todos los vientos; goza de cilma sano. Tiene 20 casas; la consistorial, que sirve de cárcel, escuela de instruccion primaria frecuentada por 10 alumnos de ambos sexos, á cargo de un maestro pagado por reparto vecinal; una fuente de buen agua; una igl. parr. (San Juan) matriz de la de Omeñaca; una ermita dedicada á Ntra. Sra. de la Cuesta. térm.: confina con los de Ojuel, Omeñaca, Peroniel y Fuentetecha. El terreno en lo general es de buena calidad: comprende un monte encinar poco poblado. caminos: los que dirigen a los pueblos limítrofes. correo: se recibe y despacha en la cap. de prov., por un cartero gue pagan los pueblos que componen el canton. prod.: trigo puro, comun, centeno, cebada, legumbres, leñas de combustible y yerbas de pasto, con las que se mantiene ganado lanar y las yuntas necesarias para la agricultura; hay caza de liebres y perdices. ind.: la agrícola. comercio: esportacion del sobrante de frutos, ganados y lana, é importacion de los artículos que faltan. pobl.: 12 vec., 49 almas. cap. imp.: 9,143 rs. 24 mrs.
(Madoz, 1849, pp. 123-124)

A mediados del siglo XIX este municipio desaparece porque se integra en el municipio de Arancón.

## Demografía
En el año 1981 contaba con 29 habitantes, concentrados en el núcleo principal, pasando a 17 en 2010.
| Gráfica de evolución demográfica de Tozalmoro entre 2000 y 2010                                  |
|                                                                                                  |
| Población de derecho (2000-2010) según los censos de población del INE a 1 de enero de cada año. |

## Patrimonio

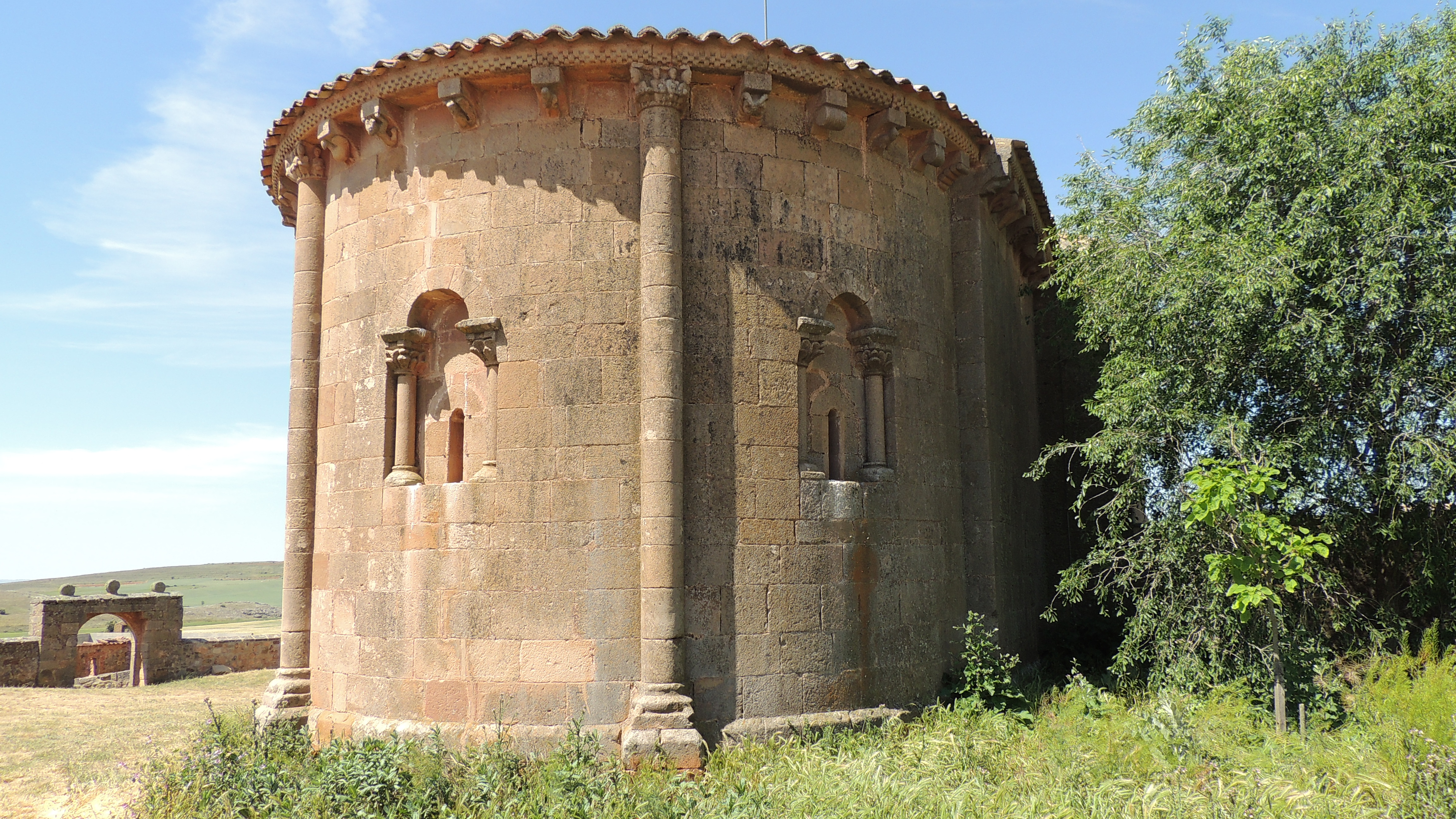
Ábside de la iglesia

Panorámica de la iglesia

En la localidad hay una iglesia bajo la advocación de San Juan Bautista. Es de estilo románico, de finales del siglo XII.